# E3 Saxo Bank Classic 2021
L'E3 Saxo Bank Classic 2021, oficialment E3 Saxo Bank Classic World Tour Elite 2021, va ser la 63a edició de l'E3 Saxo Bank Classic. La cursa es disputà el divendres 26 de març de 2021 sobre una distància de 204,2 quilòmetres, amb inici i final a Harelbeke. La cursa formava part de l'UCI World Tour 2021, amb una categoria 1.UWT.
El vencedor final fou el danès Kasper Asgreen (Deceuninck-Quick Step), que s'imposà en solitari en l'arribada a Harelbeke. El francès Florian Sénéchal (Deceuninck-Quick Step) fou segon, mentre Mathieu van der Poel (Alpecin-Fenix) completà el podi.

## Recorregut
La cursa comença i acaba a Harelbeke després de recórrer 204,2 quilòmetres. Durant el trajecte els ciclistes hauran de superar 15 cotes, algunes d'elles recobertes per llambordes. Els primers 100 quilòmetres no tenen gaire dificultat, amb excepció de tres cotes en els quilòmetres 28 i 82 i 98 de carrera. En els segons 100 quilòmetres de cursa es concentren les 12 cotes restants, entre les quals destaquen el Taaienberg, el Paterberg i l'Oude Kwaremont.
| Número | Nom                 | Km    | Ferm       | Llargada (m) | Pendent mitjana (%) | Pendent màxima (%) | km a meta |
| ------ | ------------------- | ----- | ---------- | ------------ | ------------------- | ------------------ | --------- |
| 1      | Katteberg           | 28,2  | asfalt     | 750          | 6 %                 | 11 %               | 175,7     |
| 2      | Hoppeberg           | 82,5  | asfalt     | 1.880        | 4,8 %               | 10 %               | 121,4     |
| 3      | Hogerlucht          | 98,3  | asfalt     | 1.350        | 4,5 %               |                    | 105,6     |
| 4      | Cota de Trieu       | 108,5 | asfalt     | 1.260        | 7 %                 | 13,3 %             | 95,4      |
| 5      | Hotondberg          | 112,4 | asfalt     | 1.200        | 4 %                 | 8 %                | 91,5      |
| 6      | Kortekeer           | 119,5 | asfalt     | 1.000        | 6,4 %               | 17 %               | 84,4      |
| 7      | Taaienberg          | 124,2 | llambordes | 650          | 9,5 %               | 18 %               | 79,7      |
| 8      | Berg ten Stene      | 132,1 | asfalt     | 1.300        | 5,2 %               | 9 %                | 71,8      |
| 9      | Boigneberg          | 137,3 | asfalt     | 1.000        | 5,2 %               | 13,3               | 66,6      |
| 10     | Stationsberg        | 146,5 | llambordes | 460          | 3,2 %               | 10 %               | 57,4      |
| 11     | Kapelberg           | 157,4 | asfalt     | 750          | 7,1 %               | 14 %               | 46,5      |
| 12     | Paterberg           | 161,5 | llambordes | 400          | 12,9 %              | 20,3 %             | 42,4      |
| 13     | Oude Kwaremont      | 164,3 | llambordes | 2.220        | 4,2 %               | 11,6 %             | 39,6      |
| 14     | Karnemelkbeekstraat | 172,1 | asfalt     | 1.530        | 4,9 %               | 14 %               | 31,8      |
| 15     | Tiegemberg          | 183,9 | asfalt     | 1.000        | 5,6 %               | 9 %                | 20        |

A banda de les 15 cotes hi ha 5 trams de llambordes que els ciclistes han de superar.
| Número | Nom              | Km    | Llargada (m) | Km a meta |
| ------ | ---------------- | ----- | ------------ | --------- |
| 1      | Beaucarnestraat  | 28,0  | 1.200        | 175,9     |
| 2      | Holleweg         | 30    | 1.500        | 173,9     |
| 3      | Paddestraat      | 41,5  | 2.300        | 162,4     |
| 4      | Mariaborrestraat | 147,2 | 2.000        | 56,7      |
| 5      | Varentstraat     | 179,7 | 1.500        | 24,2      |

## Equips
L'E3 Harelbeke forma part del calendari UCI World Tour. Els 19 equips World Tour hi prenen part i també sis equips UCI ProTeams. Finalment el Bora-Hansgrohe no va poder prendre la sortida perquè Matthew Walls va donar positiu de COVID-19.
| WorldTeams (19)- AG2R Citroën Team - Astana-Premier Tech - Bahrain Victorious - Cofidis - Deceuninck-Quick Step - EF Education-Nippo - Groupama-FDJ - Ineos Grenadiers - Intermarché-Wanty-Gobert Matériaux - Israel Start-Up Nation - Jumbo-Visma - Lotto Soudal - Movistar Team - Team BikeExchange - Team DSM - Qhubeka Assos - Trek-Segafredo - UAE Team Emirates - Bora-Hansgrohe ProTeams (6)- Alpecin-Fenix - Arkéa-Samsic - Bingoal Pauwels Sauces WB - Sport Vlaanderen-Baloise - Total Direct Énergie - Uno-X Pro Cycling Team |
| |

## Classificació final
| \| Classificació general \| Classificació general \| Classificació general \| Classificació general \| Classificació general \| \| Corredor \| Corredor \| Equip \| Temps \| \| \| --------------------- \| --------------------- \| ---------------------- \| --------------------- \| --------------------- \| \| 1r \| Kasper Asgreen \| Deceuninck-Quick Step \| 4h 42' 56" \| \| \| 2n \| Florian Sénéchal \| Deceuninck-Quick Step \| + 32" \| \| \| 3r \| Mathieu van der Poel \| Alpecin-Fenix \| + 32" \| \| \| 4t \| Oliver Naesen \| AG2R Citroën Team \| + 32" \| \| \| 5è \| Zdeněk Štybar \| Deceuninck-Quick Step \| + 32" \| \| \| 6è \| Greg Van Avermaet \| AG2R Citroën Team \| + 32" \| \| \| 7è \| Dylan van Baarle \| Ineos Grenadiers \| + 32" \| \| \| 8è \| Markus Hoelgaard \| Uno-X Pro Cycling Team \| + 1' 28" \| \| \| 9è \| Gianni Vermeersch \| Alpecin-Fenix \| + 1' 30" \| \| \| 10è \| Marco Haller \| Bahrain Victorious \| + 1' 30" \| \| |                      |                        |            |
| |                      |                        |            |
| Font: ProCyclingStats |                      |                        |            |
| Classificació general |                      |                        |            |
| Corredor | Corredor             | Equip                  | Temps      |
| 1r | Kasper Asgreen       | Deceuninck-Quick Step  | 4h 42' 56" |
| 2n | Florian Sénéchal     | Deceuninck-Quick Step  | + 32"      |
| 3r | Mathieu van der Poel | Alpecin-Fenix          | + 32"      |
| 4t | Oliver Naesen        | AG2R Citroën Team      | + 32"      |
| 5è | Zdeněk Štybar        | Deceuninck-Quick Step  | + 32"      |
| 6è | Greg Van Avermaet    | AG2R Citroën Team      | + 32"      |
| 7è | Dylan van Baarle     | Ineos Grenadiers       | + 32"      |
| 8è | Markus Hoelgaard     | Uno-X Pro Cycling Team | + 1' 28"   |
| 9è | Gianni Vermeersch    | Alpecin-Fenix          | + 1' 30"   |
| 10è | Marco Haller         | Bahrain Victorious     | + 1' 30"   |

## Llista de participants
| Deceuninck-Quick Step DQT | Deceuninck-Quick Step DQT   | Deceuninck-Quick Step DQT |
| ------------------------- | --------------------------- | ------------------------- |
| Núm                       | Ciclista                    | Pos                       |
| 1                         | Zdeněk Štybar (CZE)         | 5è                        |
| 2                         | Yves Lampaert (BEL)         | 13è                       |
| 3                         | Tim Declercq (BEL)          | 68è                       |
| 4                         | Davide Ballerini (ITA)      | 26è                       |
| 5                         | Florian Sénéchal (FRA)      | 2n                        |
| 6                         | Bert Van Lerberghe (BEL)    | DNF                       |
| 7                         | Kasper Asgreen (DEN) (ruta) | 1r                        |

| Lotto-Soudal LTS | Lotto-Soudal LTS         | Lotto-Soudal LTS |
| ---------------- | ------------------------ | ---------------- |
| Núm              | Ciclista                 | Pos              |
| 11               | Philippe Gilbert (BEL)   | DNF              |
| 12               | John Degenkolb (GER)     | 29è              |
| 13               | Frederik Frison (BEL)    | 94è              |
| 14               | Jasper De Buyst (BEL)    | 17è              |
| 15               | Florian Vermeersch (BEL) | 16è              |
| 16               | Stefano Oldani (ITA)     | 64è              |
| 17               | Brent Van Moer (BEL)     | 85è              |

| Intermarché-Wanty-Gobert Matériaux IWG | Intermarché-Wanty-Gobert Matériaux IWG | Intermarché-Wanty-Gobert Matériaux IWG |
| -------------------------------------- | -------------------------------------- | -------------------------------------- |
| Núm                                    | Ciclista                               | Pos                                    |
| 21                                     | Aimé De Gendt (BEL)                    | DNF                                    |
| 22                                     | Ludwig De Winter (BEL)                 | DNF                                    |
| 23                                     | Boy van Poppel (NED)                   | 91è                                    |
| 24                                     | Taco van der Hoorn (NED)               | 25è                                    |
| 25                                     | Jonas Koch (GER)                       | 28è                                    |
| 26                                     | Andrea Pasqualon (ITA)                 | 58è                                    |
| 27                                     | Loïc Vliegen (BEL)                     | 39è                                    |

| AG2R Citroën Team ACT | AG2R Citroën Team ACT   | AG2R Citroën Team ACT |
| --------------------- | ----------------------- | --------------------- |
| Núm                   | Ciclista                | Pos                   |
| 31                    | Greg Van Avermaet (BEL) | 6è                    |
| 32                    | Oliver Naesen (BEL)     | 4t                    |
| 33                    | Stan Dewulf (BEL)       | 50è                   |
| 34                    | Michael Schär (SUI)     | 47è                   |
| 35                    | Damien Touzé (FRA)      | 37è                   |
| 36                    | Julien Duval (FRA)      | DNF                   |
| 37                    | Gijs Van Hoecke (BEL)   | 97è                   |

| Jumbo-Visma TJV | Jumbo-Visma TJV            | Jumbo-Visma TJV |
| --------------- | -------------------------- | --------------- |
| Núm             | Ciclista                   | Pos             |
| 41              | Wout van Aert (BEL)        | 11è             |
| 42              | David Dekker (NED)         | 84è             |
| 43              | Pascal Eenkhoorn (NED)     | 55è             |
| 44              | Timo Roosen (NED)          | 60è             |
| 45              | Edoardo Affini (ITA)       | DNF             |
| 46              | Nathan Van Hooydonck (BEL) | 49è             |
| 47              | Maarten Wynants (BEL)      | 87è             |

| Bora-Hansgrohe BOH | Bora-Hansgrohe BOH       | Bora-Hansgrohe BOH |
| ------------------ | ------------------------ | ------------------ |
| Núm                | Ciclista                 | Pos                |
| 51                 | Daniel Oss (ITA)         | NP                 |
| 52                 | Marcus Burghardt (GER)   | NP                 |
| 53                 | Patrick Gamper (AUT)     | NP                 |
| 54                 | Nils Politt (GER)        | NP                 |
| 55                 | Juraj Sagan (SVK) (ruta) | NP                 |
| 56                 | Matthew Walls (GBR)      | NP                 |
| 57                 | Maciej Bodnar (POL)      | NP                 |

| Israel Start-Up Nation ISN | Israel Start-Up Nation ISN | Israel Start-Up Nation ISN |
| -------------------------- | -------------------------- | -------------------------- |
| Núm                        | Ciclista                   | Pos                        |
| 61                         | Sep Vanmarcke (BEL)        | 30è                        |
| 62                         | André Greipel (GER)        | 51è                        |
| 63                         | Alexis Renard (FRA)        | DNF                        |
| 64                         | Mads Würtz Schmidt (DEN)   | 70è                        |
| 65                         | Rick Zabel (GER)           | DNF                        |
| 66                         | Norman Vahtra (EST) (ruta) | DNF                        |
| 67                         | Jenthe Biermans (BEL)      | 81è                        |

| Team DSM DSM | Team DSM DSM               | Team DSM DSM |
| ------------ | -------------------------- | ------------ |
| Núm          | Ciclista                   | Pos          |
| 71           | Tiesj Benoot (BEL)         | 15è          |
| 72           | Nico Denz (GER)            | DNF          |
| 73           | Søren Kragh Andersen (DEN) | 42è          |
| 74           | Joris Nieuwenhuis (NED)    | 22è          |
| 75           | Martin Salmon (GER)        | DNF          |
| 76           | Nils Eekhoff (NED)         | DNF          |
| 77           | Jasha Sütterlin (GER)      | DNF          |

| Trek-Segafredo TFS | Trek-Segafredo TFS   | Trek-Segafredo TFS |
| ------------------ | -------------------- | ------------------ |
| Núm                | Ciclista             | Pos                |
| 81                 | Jasper Stuyven (BEL) | 14è                |
| 82                 | Emīls Liepiņš (LAT)  | DNF                |
| 83                 | Mads Pedersen (DEN)  | DNF                |
| 84                 | Koen de Kort (NED)   | DNF                |
| 85                 | Quinn Simmons (USA)  | 93è                |
| 86                 | Alex Kirsch (LUX)    | 62è                |
| 87                 | Edward Theuns (BEL)  | 35è                |

| Ineos Grenadiers IGD | Ineos Grenadiers IGD         | Ineos Grenadiers IGD |
| -------------------- | ---------------------------- | -------------------- |
| Núm                  | Ciclista                     | Pos                  |
| 91                   | Thomas Pidcock (GBR)         | 25è                  |
| 92                   | Owain Doull (GBR)            | 43è                  |
| 93                   | Michał Gołaś (POL)           | 86è                  |
| 94                   | Jhonatan Narváez Prado (ECU) | DNF                  |
| 95                   | Leonardo Basso (ITA)         | 89è                  |
| 96                   | Dylan van Baarle (NED)       | 7è                   |
| 97                   | Cameron Wurf (AUS)           | DNF                  |

| Qhubeka Assos TQA | Qhubeka Assos TQA          | Qhubeka Assos TQA |
| ----------------- | -------------------------- | ----------------- |
| Núm               | Ciclista                   | Pos               |
| 101               | Victor Campenaerts (BEL)   | 45è               |
| 102               | Simon Clarke (AUS)         | DNF               |
| 103               | Dimitri Claeys (BEL)       | 19è               |
| 104               | Lasse Norman Hansen (DEN)  | DNF               |
| 105               | Bert-Jan Lindeman (NED)    | DNF               |
| 106               | Emil Nygaard Vinjebo (DEN) | 98è               |
| 107               | Michael Gogl (AUT)         | 32è               |

| Bahrain Victorious TBV | Bahrain Victorious TBV  | Bahrain Victorious TBV |
| ---------------------- | ----------------------- | ---------------------- |
| Núm                    | Ciclista                | Pos                    |
| 111                    | Sonny Colbrelli (ITA)   | 57è                    |
| 112                    | Feng Chun-kai           | DNF                    |
| 113                    | Marco Haller (AUT)      | 10è                    |
| 114                    | Jonathan Milan (ITA)    | DNF                    |
| 115                    | Marcel Sieberg (GER)    | DNF                    |
| 116                    | Heinrich Haussler (AUS) | 31è                    |
| 117                    | Dylan Teuns (BEL)       | DNF                    |

| Astana-Premier Tech APT | Astana-Premier Tech APT | Astana-Premier Tech APT |
| ----------------------- | ----------------------- | ----------------------- |
| Núm                     | Ciclista                | Pos                     |
| 121                     | Artiom Zakhàrov (KAZ)   | 78è                     |
| 122                     | Yevgeniy Fedorov (KAZ)  | DNF                     |
| 123                     | Ievgueni Guiditx (KAZ)  | 65è                     |
| 124                     | Dmitri Grúzdev (KAZ)    | DNF                     |
| 125                     | Hugo Houle (CAN)        | DNF                     |
| 126                     | Davide Martinelli (ITA) | DNF                     |
| 127                     | Benjamin Perry (CAN)    | 76è                     |

| Cofidis COF | Cofidis COF               | Cofidis COF |
| ----------- | ------------------------- | ----------- |
| Núm         | Ciclista                  | Pos         |
| 131         | Jelle Wallays (BEL)       | 21è         |
| 132         | Tom Bohli (SUI)           | DNF         |
| 133         | Simone Consonni (ITA)     | 77è         |
| 134         | Jean-Pierre Drucker (LUX) | DNF         |
| 135         | Szymon Sajnok (POL)       | 96è         |
| 136         | André Carvalho (POR)      | 83è         |
| 137         | Piet Allegaert (BEL)      | 72è         |

| EF Education-Nippo EFN | EF Education-Nippo EFN    | EF Education-Nippo EFN |
| ---------------------- | ------------------------- | ---------------------- |
| Núm                    | Ciclista                  | Pos                    |
| 141                    | Alberto Bettiol (ITA)     | 44è                    |
| 142                    | Jens Keukeleire (BEL)     | DNF                    |
| 143                    | Stefan Bissegger (SUI)    | DNF                    |
| 144                    | Fumiyuki Beppu (JPN)      | DNF                    |
| 145                    | Sebastian Langeveld (NED) | DNF                    |
| 146                    | Julius van den Berg (NED) | DNF                    |
| 147                    | Jonas Rutsch (GER)        | DNF                    |

| Groupama-FDJ GFC | Groupama-FDJ GFC           | Groupama-FDJ GFC |
| ---------------- | -------------------------- | ---------------- |
| Núm              | Ciclista                   | Pos              |
| 151              | Alexys Brunel (FRA)        | 95è              |
| 152              | Kevin Geniets (LUX) (ruta) | 61è              |
| 153              | Stefan Küng (SUI) (ruta)   | 20è              |
| 154              | Olivier Le Gac (FRA)       | 75è              |
| 155              | Fabian Lienhard (SUI)      | 69è              |
| 156              | Jacopo Guarnieri (ITA)     | DNF              |
| 157              | Jake Stewart (GBR)         | 38è              |

| Movistar Team MOV | Movistar Team MOV               | Movistar Team MOV |
| ----------------- | ------------------------------- | ----------------- |
| Núm               | Ciclista                        | Pos               |
| 161               | Gabriel Cullaigh (GBR)          | DNF               |
| 162               | Imanol Erviti Ollo (ESP)        | 92è               |
| 163               | Iván García Cortina (ESP)       | 27è               |
| 164               | Juri Hollmann (GER)             | 53è               |
| 165               | Johan Jacobs (SUI)              | 23è               |
| 166               | Lluís Mas Bonet (ESP)           | 54è               |
| 167               | Gonzalo Serrano Rodríguez (ESP) | DNF               |

| BikeExchange BEX | BikeExchange BEX          | BikeExchange BEX |
| ---------------- | ------------------------- | ---------------- |
| Núm              | Ciclista                  | Pos              |
| 171              | Michael Matthews (AUS)    | DNF              |
| 172              | Luke Durbridge (AUS)      | DNF              |
| 173              | Alexander Edmondson (AUS) | 63è              |
| 174              | Barnabás Peák (HUN)       | DNF              |
| 175              | Alexander Konychev (ITA)  | DNF              |
| 176              | Jack Bauer (NZL)          | 90è              |
| 177              | Robert Stannard (AUS)     | 56è              |

| UAE Team Emirates UAD | UAE Team Emirates UAD         | UAE Team Emirates UAD |
| --------------------- | ----------------------------- | --------------------- |
| Núm                   | Ciclista                      | Pos                   |
| 181                   | Matteo Trentin (ITA)          | 18è                   |
| 182                   | Fernando Gaviria Rendón (COL) | DNF                   |
| 183                   | Alexander Kristoff (NOR)      | 66è                   |
| 184                   | Ryan Gibbons (RSA)            | 71è                   |
| 185                   | Ivo Oliveira (POR)            | DNF                   |
| 186                   | Rui Oliveira (POR)            | 34è                   |
| 187                   | Mikkel Bjerg (DEN)            | 33è                   |

| Alpecin-Fenix AFC | Alpecin-Fenix AFC                 | Alpecin-Fenix AFC |
| ----------------- | --------------------------------- | ----------------- |
| Núm               | Ciclista                          | Pos               |
| 191               | Mathieu van der Poel (NED) (ruta) | 3r                |
| 192               | Dries De Bondt (BEL) (ruta)       | 52è               |
| 193               | Xandro Meurisse (BEL)             | 99è               |
| 194               | Floris De Tier (BEL)              | DNF               |
| 195               | Otto Vergaerde (BEL)              | 100è              |
| 196               | Petr Vakoč (CZE)                  | DNF               |
| 197               | Gianni Vermeersch (BEL)           | 9è                |

| Bingoal Pauwels Sauces WB BWB | Bingoal Pauwels Sauces WB BWB | Bingoal Pauwels Sauces WB BWB |
| ----------------------------- | ----------------------------- | ----------------------------- |
| Núm                           | Ciclista                      | Pos                           |
| 201                           | Rémy Mertz (BEL)              | 101è                          |
| 202                           | Milan Menten (BEL)            | 74è                           |
| 203                           | Arjen Livyns (BEL)            | 36è                           |
| 204                           | Tom Paquot (BEL)              | DNF                           |
| 205                           | Jelle Vanendert (BEL)         | 88è                           |
| 206                           | Joel Suter (SUI)              | DNF                           |
| 207                           | Tom Wirtgen (LUX)             | DNF                           |

| Sport Vlaanderen-Baloise SVB | Sport Vlaanderen-Baloise SVB | Sport Vlaanderen-Baloise SVB |
| ---------------------------- | ---------------------------- | ---------------------------- |
| Núm                          | Ciclista                     | Pos                          |
| 211                          | Cedric Beullens (BEL)        | DNF                          |
| 212                          | Alex Colman (BEL)            | 82è                          |
| 213                          | Lindsay De Vylder (BEL)      | 40è                          |
| 214                          | Gilles De Wilde (BEL)        | DNF                          |
| 215                          | Thomas Sprengers (BEL)       | DNF                          |
| 216                          | Aaron Van Poucke (BEL)       | DNF                          |
| 217                          | Ward Vanhoof (BEL)           | 80è                          |

| Total Direct Énergie TDE | Total Direct Énergie TDE   | Total Direct Énergie TDE |
| ------------------------ | -------------------------- | ------------------------ |
| Núm                      | Ciclista                   | Pos                      |
| 221                      | Niki Terpstra (NED)        | 46è                      |
| 222                      | Edvald Boasson Hagen (NOR) | 73è                      |
| 223                      | Florian Maitre (FRA)       | DNF                      |
| 224                      | Geoffrey Soupe (FRA)       | DNF                      |
| 225                      | Damien Gaudin (FRA)        | DNF                      |
| 226                      | Anthony Turgis (FRA)       | 12è                      |
| 227                      | Dries Van Gestel (BEL)     | 41è                      |

| Uno-X Pro Cycling Team UXT | Uno-X Pro Cycling Team UXT    | Uno-X Pro Cycling Team UXT |
| -------------------------- | ----------------------------- | -------------------------- |
| Núm                        | Ciclista                      | Pos                        |
| 231                        | Markus Hoelgaard (NOR)        | 8è                         |
| 232                        | Jonas Iversby Hvideberg (NOR) | 59è                        |
| 233                        | Kristoffer Halvorsen (NOR)    | 67è                        |
| 234                        | Erik Nordsæter Resell (NOR)   | 79è                        |
| 235                        | Anders Skaarseth (NOR)        | DNF                        |
| 236                        | Rasmus Tiller (NOR)           | 48è                        |
| 237                        | Syver Wærsted (NOR)           | DNF                        |

| Vini Zabù THR | Vini Zabù THR            | Vini Zabù THR |
| ------------- | ------------------------ | ------------- |
| Núm           | Ciclista                 | Pos           |
| 241           | Andrea Di Renzo (ITA)    | DNF           |
| 242           | Roberto González (PAN)   | DNF           |
| 243           | Leonardo Tortomasi (ITA) | DNF           |
| 244           | Jan Petelin (LUX)        | DNF           |
| 245           | Joab Schneiter (SUI)     | DNF           |
| 246           | Wout van Elzakker (NED)  | DNF           |
| 247           | Etienne van Empel (NED)  | DNF           |

| Deceuninck-Quick Step DQT | Deceuninck-Quick Step DQT   | Deceuninck-Quick Step DQT |
| ------------------------- | --------------------------- | ------------------------- |
| Núm                       | Ciclista                    | Pos                       |
| 1                         | Zdeněk Štybar (CZE)         | 5è                        |
| 2                         | Yves Lampaert (BEL)         | 13è                       |
| 3                         | Tim Declercq (BEL)          | 68è                       |
| 4                         | Davide Ballerini (ITA)      | 26è                       |
| 5                         | Florian Sénéchal (FRA)      | 2n                        |
| 6                         | Bert Van Lerberghe (BEL)    | DNF                       |
| 7                         | Kasper Asgreen (DEN) (ruta) | 1r                        |

| Lotto-Soudal LTS | Lotto-Soudal LTS         | Lotto-Soudal LTS |
| ---------------- | ------------------------ | ---------------- |
| Núm              | Ciclista                 | Pos              |
| 11               | Philippe Gilbert (BEL)   | DNF              |
| 12               | John Degenkolb (GER)     | 29è              |
| 13               | Frederik Frison (BEL)    | 94è              |
| 14               | Jasper De Buyst (BEL)    | 17è              |
| 15               | Florian Vermeersch (BEL) | 16è              |
| 16               | Stefano Oldani (ITA)     | 64è              |
| 17               | Brent Van Moer (BEL)     | 85è              |

| Intermarché-Wanty-Gobert Matériaux IWG | Intermarché-Wanty-Gobert Matériaux IWG | Intermarché-Wanty-Gobert Matériaux IWG |
| -------------------------------------- | -------------------------------------- | -------------------------------------- |
| Núm                                    | Ciclista                               | Pos                                    |
| 21                                     | Aimé De Gendt (BEL)                    | DNF                                    |
| 22                                     | Ludwig De Winter (BEL)                 | DNF                                    |
| 23                                     | Boy van Poppel (NED)                   | 91è                                    |
| 24                                     | Taco van der Hoorn (NED)               | 25è                                    |
| 25                                     | Jonas Koch (GER)                       | 28è                                    |
| 26                                     | Andrea Pasqualon (ITA)                 | 58è                                    |
| 27                                     | Loïc Vliegen (BEL)                     | 39è                                    |

| AG2R Citroën Team ACT | AG2R Citroën Team ACT   | AG2R Citroën Team ACT |
| --------------------- | ----------------------- | --------------------- |
| Núm                   | Ciclista                | Pos                   |
| 31                    | Greg Van Avermaet (BEL) | 6è                    |
| 32                    | Oliver Naesen (BEL)     | 4t                    |
| 33                    | Stan Dewulf (BEL)       | 50è                   |
| 34                    | Michael Schär (SUI)     | 47è                   |
| 35                    | Damien Touzé (FRA)      | 37è                   |
| 36                    | Julien Duval (FRA)      | DNF                   |
| 37                    | Gijs Van Hoecke (BEL)   | 97è                   |

| Jumbo-Visma TJV | Jumbo-Visma TJV            | Jumbo-Visma TJV |
| --------------- | -------------------------- | --------------- |
| Núm             | Ciclista                   | Pos             |
| 41              | Wout van Aert (BEL)        | 11è             |
| 42              | David Dekker (NED)         | 84è             |
| 43              | Pascal Eenkhoorn (NED)     | 55è             |
| 44              | Timo Roosen (NED)          | 60è             |
| 45              | Edoardo Affini (ITA)       | DNF             |
| 46              | Nathan Van Hooydonck (BEL) | 49è             |
| 47              | Maarten Wynants (BEL)      | 87è             |

| Bora-Hansgrohe BOH | Bora-Hansgrohe BOH       | Bora-Hansgrohe BOH |
| ------------------ | ------------------------ | ------------------ |
| Núm                | Ciclista                 | Pos                |
| 51                 | Daniel Oss (ITA)         | NP                 |
| 52                 | Marcus Burghardt (GER)   | NP                 |
| 53                 | Patrick Gamper (AUT)     | NP                 |
| 54                 | Nils Politt (GER)        | NP                 |
| 55                 | Juraj Sagan (SVK) (ruta) | NP                 |
| 56                 | Matthew Walls (GBR)      | NP                 |
| 57                 | Maciej Bodnar (POL)      | NP                 |

| Israel Start-Up Nation ISN | Israel Start-Up Nation ISN | Israel Start-Up Nation ISN |
| -------------------------- | -------------------------- | -------------------------- |
| Núm                        | Ciclista                   | Pos                        |
| 61                         | Sep Vanmarcke (BEL)        | 30è                        |
| 62                         | André Greipel (GER)        | 51è                        |
| 63                         | Alexis Renard (FRA)        | DNF                        |
| 64                         | Mads Würtz Schmidt (DEN)   | 70è                        |
| 65                         | Rick Zabel (GER)           | DNF                        |
| 66                         | Norman Vahtra (EST) (ruta) | DNF                        |
| 67                         | Jenthe Biermans (BEL)      | 81è                        |

| Team DSM DSM | Team DSM DSM               | Team DSM DSM |
| ------------ | -------------------------- | ------------ |
| Núm          | Ciclista                   | Pos          |
| 71           | Tiesj Benoot (BEL)         | 15è          |
| 72           | Nico Denz (GER)            | DNF          |
| 73           | Søren Kragh Andersen (DEN) | 42è          |
| 74           | Joris Nieuwenhuis (NED)    | 22è          |
| 75           | Martin Salmon (GER)        | DNF          |
| 76           | Nils Eekhoff (NED)         | DNF          |
| 77           | Jasha Sütterlin (GER)      | DNF          |

| Trek-Segafredo TFS | Trek-Segafredo TFS   | Trek-Segafredo TFS |
| ------------------ | -------------------- | ------------------ |
| Núm                | Ciclista             | Pos                |
| 81                 | Jasper Stuyven (BEL) | 14è                |
| 82                 | Emīls Liepiņš (LAT)  | DNF                |
| 83                 | Mads Pedersen (DEN)  | DNF                |
| 84                 | Koen de Kort (NED)   | DNF                |
| 85                 | Quinn Simmons (USA)  | 93è                |
| 86                 | Alex Kirsch (LUX)    | 62è                |
| 87                 | Edward Theuns (BEL)  | 35è                |

| Ineos Grenadiers IGD | Ineos Grenadiers IGD         | Ineos Grenadiers IGD |
| -------------------- | ---------------------------- | -------------------- |
| Núm                  | Ciclista                     | Pos                  |
| 91                   | Thomas Pidcock (GBR)         | 25è                  |
| 92                   | Owain Doull (GBR)            | 43è                  |
| 93                   | Michał Gołaś (POL)           | 86è                  |
| 94                   | Jhonatan Narváez Prado (ECU) | DNF                  |
| 95                   | Leonardo Basso (ITA)         | 89è                  |
| 96                   | Dylan van Baarle (NED)       | 7è                   |
| 97                   | Cameron Wurf (AUS)           | DNF                  |

| Qhubeka Assos TQA | Qhubeka Assos TQA          | Qhubeka Assos TQA |
| ----------------- | -------------------------- | ----------------- |
| Núm               | Ciclista                   | Pos               |
| 101               | Victor Campenaerts (BEL)   | 45è               |
| 102               | Simon Clarke (AUS)         | DNF               |
| 103               | Dimitri Claeys (BEL)       | 19è               |
| 104               | Lasse Norman Hansen (DEN)  | DNF               |
| 105               | Bert-Jan Lindeman (NED)    | DNF               |
| 106               | Emil Nygaard Vinjebo (DEN) | 98è               |
| 107               | Michael Gogl (AUT)         | 32è               |

| Bahrain Victorious TBV | Bahrain Victorious TBV  | Bahrain Victorious TBV |
| ---------------------- | ----------------------- | ---------------------- |
| Núm                    | Ciclista                | Pos                    |
| 111                    | Sonny Colbrelli (ITA)   | 57è                    |
| 112                    | Feng Chun-kai           | DNF                    |
| 113                    | Marco Haller (AUT)      | 10è                    |
| 114                    | Jonathan Milan (ITA)    | DNF                    |
| 115                    | Marcel Sieberg (GER)    | DNF                    |
| 116                    | Heinrich Haussler (AUS) | 31è                    |
| 117                    | Dylan Teuns (BEL)       | DNF                    |

| Astana-Premier Tech APT | Astana-Premier Tech APT | Astana-Premier Tech APT |
| ----------------------- | ----------------------- | ----------------------- |
| Núm                     | Ciclista                | Pos                     |
| 121                     | Artiom Zakhàrov (KAZ)   | 78è                     |
| 122                     | Yevgeniy Fedorov (KAZ)  | DNF                     |
| 123                     | Ievgueni Guiditx (KAZ)  | 65è                     |
| 124                     | Dmitri Grúzdev (KAZ)    | DNF                     |
| 125                     | Hugo Houle (CAN)        | DNF                     |
| 126                     | Davide Martinelli (ITA) | DNF                     |
| 127                     | Benjamin Perry (CAN)    | 76è                     |

| Cofidis COF | Cofidis COF               | Cofidis COF |
| ----------- | ------------------------- | ----------- |
| Núm         | Ciclista                  | Pos         |
| 131         | Jelle Wallays (BEL)       | 21è         |
| 132         | Tom Bohli (SUI)           | DNF         |
| 133         | Simone Consonni (ITA)     | 77è         |
| 134         | Jean-Pierre Drucker (LUX) | DNF         |
| 135         | Szymon Sajnok (POL)       | 96è         |
| 136         | André Carvalho (POR)      | 83è         |
| 137         | Piet Allegaert (BEL)      | 72è         |

| EF Education-Nippo EFN | EF Education-Nippo EFN    | EF Education-Nippo EFN |
| ---------------------- | ------------------------- | ---------------------- |
| Núm                    | Ciclista                  | Pos                    |
| 141                    | Alberto Bettiol (ITA)     | 44è                    |
| 142                    | Jens Keukeleire (BEL)     | DNF                    |
| 143                    | Stefan Bissegger (SUI)    | DNF                    |
| 144                    | Fumiyuki Beppu (JPN)      | DNF                    |
| 145                    | Sebastian Langeveld (NED) | DNF                    |
| 146                    | Julius van den Berg (NED) | DNF                    |
| 147                    | Jonas Rutsch (GER)        | DNF                    |

| Groupama-FDJ GFC | Groupama-FDJ GFC           | Groupama-FDJ GFC |
| ---------------- | -------------------------- | ---------------- |
| Núm              | Ciclista                   | Pos              |
| 151              | Alexys Brunel (FRA)        | 95è              |
| 152              | Kevin Geniets (LUX) (ruta) | 61è              |
| 153              | Stefan Küng (SUI) (ruta)   | 20è              |
| 154              | Olivier Le Gac (FRA)       | 75è              |
| 155              | Fabian Lienhard (SUI)      | 69è              |
| 156              | Jacopo Guarnieri (ITA)     | DNF              |
| 157              | Jake Stewart (GBR)         | 38è              |

| Movistar Team MOV | Movistar Team MOV               | Movistar Team MOV |
| ----------------- | ------------------------------- | ----------------- |
| Núm               | Ciclista                        | Pos               |
| 161               | Gabriel Cullaigh (GBR)          | DNF               |
| 162               | Imanol Erviti Ollo (ESP)        | 92è               |
| 163               | Iván García Cortina (ESP)       | 27è               |
| 164               | Juri Hollmann (GER)             | 53è               |
| 165               | Johan Jacobs (SUI)              | 23è               |
| 166               | Lluís Mas Bonet (ESP)           | 54è               |
| 167               | Gonzalo Serrano Rodríguez (ESP) | DNF               |

| BikeExchange BEX | BikeExchange BEX          | BikeExchange BEX |
| ---------------- | ------------------------- | ---------------- |
| Núm              | Ciclista                  | Pos              |
| 171              | Michael Matthews (AUS)    | DNF              |
| 172              | Luke Durbridge (AUS)      | DNF              |
| 173              | Alexander Edmondson (AUS) | 63è              |
| 174              | Barnabás Peák (HUN)       | DNF              |
| 175              | Alexander Konychev (ITA)  | DNF              |
| 176              | Jack Bauer (NZL)          | 90è              |
| 177              | Robert Stannard (AUS)     | 56è              |

| UAE Team Emirates UAD | UAE Team Emirates UAD         | UAE Team Emirates UAD |
| --------------------- | ----------------------------- | --------------------- |
| Núm                   | Ciclista                      | Pos                   |
| 181                   | Matteo Trentin (ITA)          | 18è                   |
| 182                   | Fernando Gaviria Rendón (COL) | DNF                   |
| 183                   | Alexander Kristoff (NOR)      | 66è                   |
| 184                   | Ryan Gibbons (RSA)            | 71è                   |
| 185                   | Ivo Oliveira (POR)            | DNF                   |
| 186                   | Rui Oliveira (POR)            | 34è                   |
| 187                   | Mikkel Bjerg (DEN)            | 33è                   |

| Alpecin-Fenix AFC | Alpecin-Fenix AFC                 | Alpecin-Fenix AFC |
| ----------------- | --------------------------------- | ----------------- |
| Núm               | Ciclista                          | Pos               |
| 191               | Mathieu van der Poel (NED) (ruta) | 3r                |
| 192               | Dries De Bondt (BEL) (ruta)       | 52è               |
| 193               | Xandro Meurisse (BEL)             | 99è               |
| 194               | Floris De Tier (BEL)              | DNF               |
| 195               | Otto Vergaerde (BEL)              | 100è              |
| 196               | Petr Vakoč (CZE)                  | DNF               |
| 197               | Gianni Vermeersch (BEL)           | 9è                |

| Bingoal Pauwels Sauces WB BWB | Bingoal Pauwels Sauces WB BWB | Bingoal Pauwels Sauces WB BWB |
| ----------------------------- | ----------------------------- | ----------------------------- |
| Núm                           | Ciclista                      | Pos                           |
| 201                           | Rémy Mertz (BEL)              | 101è                          |
| 202                           | Milan Menten (BEL)            | 74è                           |
| 203                           | Arjen Livyns (BEL)            | 36è                           |
| 204                           | Tom Paquot (BEL)              | DNF                           |
| 205                           | Jelle Vanendert (BEL)         | 88è                           |
| 206                           | Joel Suter (SUI)              | DNF                           |
| 207                           | Tom Wirtgen (LUX)             | DNF                           |

| Sport Vlaanderen-Baloise SVB | Sport Vlaanderen-Baloise SVB | Sport Vlaanderen-Baloise SVB |
| ---------------------------- | ---------------------------- | ---------------------------- |
| Núm                          | Ciclista                     | Pos                          |
| 211                          | Cedric Beullens (BEL)        | DNF                          |
| 212                          | Alex Colman (BEL)            | 82è                          |
| 213                          | Lindsay De Vylder (BEL)      | 40è                          |
| 214                          | Gilles De Wilde (BEL)        | DNF                          |
| 215                          | Thomas Sprengers (BEL)       | DNF                          |
| 216                          | Aaron Van Poucke (BEL)       | DNF                          |
| 217                          | Ward Vanhoof (BEL)           | 80è                          |

| Total Direct Énergie TDE | Total Direct Énergie TDE   | Total Direct Énergie TDE |
| ------------------------ | -------------------------- | ------------------------ |
| Núm                      | Ciclista                   | Pos                      |
| 221                      | Niki Terpstra (NED)        | 46è                      |
| 222                      | Edvald Boasson Hagen (NOR) | 73è                      |
| 223                      | Florian Maitre (FRA)       | DNF                      |
| 224                      | Geoffrey Soupe (FRA)       | DNF                      |
| 225                      | Damien Gaudin (FRA)        | DNF                      |
| 226                      | Anthony Turgis (FRA)       | 12è                      |
| 227                      | Dries Van Gestel (BEL)     | 41è                      |

| Uno-X Pro Cycling Team UXT | Uno-X Pro Cycling Team UXT    | Uno-X Pro Cycling Team UXT |
| -------------------------- | ----------------------------- | -------------------------- |
| Núm                        | Ciclista                      | Pos                        |
| 231                        | Markus Hoelgaard (NOR)        | 8è                         |
| 232                        | Jonas Iversby Hvideberg (NOR) | 59è                        |
| 233                        | Kristoffer Halvorsen (NOR)    | 67è                        |
| 234                        | Erik Nordsæter Resell (NOR)   | 79è                        |
| 235                        | Anders Skaarseth (NOR)        | DNF                        |
| 236                        | Rasmus Tiller (NOR)           | 48è                        |
| 237                        | Syver Wærsted (NOR)           | DNF                        |

| Vini Zabù THR | Vini Zabù THR            | Vini Zabù THR |
| ------------- | ------------------------ | ------------- |
| Núm           | Ciclista                 | Pos           |
| 241           | Andrea Di Renzo (ITA)    | DNF           |
| 242           | Roberto González (PAN)   | DNF           |
| 243           | Leonardo Tortomasi (ITA) | DNF           |
| 244           | Jan Petelin (LUX)        | DNF           |
| 245           | Joab Schneiter (SUI)     | DNF           |
| 246           | Wout van Elzakker (NED)  | DNF           |
| 247           | Etienne van Empel (NED)  | DNF           |